# Przestrzeń anty de Sittera
Przestrzeń anty-de Sittera – maksymalnie symetryczna lorenzowska rozmaitość ze stałą, negatywną krzywizną skalarną. Jest to lorenzowska analogia n-wymiarowej przestrzeni hiperbolicznej, podobnie jak przestrzeń Minkowskiego oraz przestrzeń de Sittera są analogiami przestrzeni euklidesowej i eliptycznej.
Pojęcie to jest najlepiej znane z roli, jaką pełni w korespondencji AdS/CFT.
W języku ogólnej teorii względności przestrzeń anty-de Sittera jest maksymalnie symetrycznym rozwiązaniem próżniowym równań pola grawitacyjnego Einsteina z negatywną wartością (przyciągającą) stałej kosmologicznej {\displaystyle \Lambda } (korespondującą do negatywnej gęstości energii próżni i pozytywnego ciśnienia).
W matematyce przestrzeń anty-de Sittera czasami jest definiowana bardziej ogólnie jako przestrzeń o arbitralnej sygnaturze (p,q). Generalnie w fizyce ważny jest przypadek z jednym czasopodobnym wymiarem. W związku z różnym zapisem znaków to koresponduje do dwóch typów notacji (n-1,1) lub (1,n-1).